# Vonavona
Vonavona es una isla de las Islas Salomón; está ubicado en la Provincia Occidental. Los nombres locales alternativos y la ortografía de la isla son Parara, Wanawana. La elevación estimada del terreno sobre el nivel del mar es de unos 21 metros. Vonavona limita con el Pasaje Ferguson al oeste, la Isla Arundel al este y la isla Kolombangara al norte.